# Zmienna skalarna
Zmienna skalarna to (w informatyce) zmienna, która może przechowywać jednocześnie tylko jedną wartość liczbową (skalar). Takimi zmiennymi są np. zmienna a = 5, ponieważ przechowuje ona tylko wartość 5. W potocznym znaczeniu do tej kategorii zalicza się również zmienne łańcuchowe (traktując napis jako niepodzielny atom, a nie jak to formalnie ma miejsce tablicę znaków).
Oto kilka przykładów definicji zmiennej skalarnej o nazwie „abc” w różnych językach programowania (type_name to nazwa użytego typu danych, val to wartość początkowa zmiennej):
```
C
/
C++
, 
Java
:  
type_name
 abc;
              
type_name
 abc = 
val
;
```

```
Pascal
:       var abc : 
type_name
;
              var abc : 
type_name
 := 
val
;
```

```
OCaml
:        let abc = ref 
val
;;
```

```
Fortran
:      
type_name
 :: abc
              
type_name
 :: abc = 
val
```

```
Perl
:         
$
abc = 
val
;
```